# عبدالله الترکمانی
عبدالله عبدالحمید الترکمانی (۵ دسامبر ۱۹۸۱) بازیگر و کارگردان کویتی است. مسیر هنری خود را در سال ۲۰۰۱ از تئاتر آغاز کرد و در ابتدا به عنوان دستیار کارگردان در بسیاری از آثار هنری فعالیت داشت. این شروع، پایه‌ای محکم برای او در حوزه کارگردانی و تئاتر ساخت که بعدها موجب درخشش او به عنوان بازیگر شد. نخستین حضور عبدالله روی صحنهٔ تئاتر در نمایش «آیا در باز می‌شود؟» در سال ۲۰۰۲ بود؛ تجربه‌ای که منجر به کسب جایزه بهترین بازیگر نوظهور در ششمین جشنواره تئاتر کویت برای او شد. در دههٔ اول فعالیتش، عبدالله ترکمانی از چهره‌های برجسته گروه تئاتری «نسل هوشیار» بود که توانست با این گروه جوایز متعددی کسب کند. او در سال ۲۰۰۷ به دنیای درام تلویزیونی قدم گذاشت و نقش‌های گوناگونی را در سریال‌های مختلف ایفا کرد.

## زندگی و پیشه
عبدالله عبدالحمید الترکمانی در ۵ دسامبر ۱۹۸۱ در کویت زاده شد.او در مدرسهٔ صلاح‌الدین ایوبی تحصیل کرد و سپس وارد مؤسسهٔ عالی هنرهای نمایشی در کویت شد و در سال ۲۰۰۳ فارغ‌التحصیل گردید. فعالیت هنری خود را از تئاتر آغاز کرد، جایی که در دوران تحصیلش در مؤسسه هنرهای نمایشی در نمایش‌نامه‌های متعددی شرکت داشت. در سال ۲۰۰۲، او در ششمین جشنواره تئاتر کویت به عنوان عضو گروه تئاتر دانشگاهی شرکت کرد و با نمایش «آیا در باز می‌شود؟» روی صحنه رفت. بازی او در این نمایش نخستین جایزه‌اش را به همراه داشت: جایزهٔ بهترین بازیگر نوظهور تئاتر از روزنامه «الأنباء». پس از فارغ‌التحصیلی نیز به ایفای نقش در تئاتر ادامه داد و در نمایش‌هایی چون «مثلث مرگ»، «صخره» و «خارج از دسترس» حضور یافت. او سپس به بازیگری در تلویزیون روی آورد و با آثار تلویزیونی‌اش شهرتی گسترده‌تر در منطقهٔ عربی خلیج فارس به دست آورد.
او از سال ۲۰۰۷ وارد عرصهٔ تلویزیون شد و در چندین سریال از جمله «عروسی خون»، «شاهین»، «چشمان عشق» و «تندیل» نقش‌آفرینی کرد. عبدالله ترکمانی پس از آن، در سریال‌های برجسته و متنوعی ایفای نقش کرد، از جمله: «آخرین معامله عشق»، «نگهبان شب»، «بعد از تو خوبم»، «اشتیاق دل»، «وای کسی که عاشقش است»، «پاشنه بلند»، «حالت منایر»، «دختر و پیرمرد»، «بعد از پایان»، «سرمهٔ سیاه، قلب سپید»، «و اگر»، «جمان»، «اسیران»، «دستور تخلیه»، «فرشتهٔ رحمت»، «مکانی امن برای عشق».
در طول مسیر هنری‌اش، عبدالله ترکمانی نقش‌های متنوعی را در میان کمدی و تراژدی ایفا کرد و توانست با به تصویر کشیدن شخصیت‌هایی پیچیده و ساده، جایگاه خود را تثبیت کند.عبدالله ترکمانی تنها به بازیگری بسنده نکرد، بلکه به کارگردانی نیز روی آورد. اولین تجربه‌اش در سال ۲۰۰۷ به عنوان دستیار کارگردان در نمایش «شمبریش» بود. سپس در سال ۲۰۱۰ بار دیگر به کارگردانی روی آورد و به عنوان دستیار کارگردان در سریال‌های «ناله» و «در طول روز» فعالیت کرد. در سال ۲۰۱۱، عبدالله ترکمانی به عنوان دستیار کارگردان در سریال «اشتیاق دل» فعالیت کرد. سپس در سال ۲۰۱۲ برای اولین بار تجربهٔ کارگردانی اصلی را با نمایش «مندلی» کسب کرد. پس از آن، به عنوان کارگردان اجرایی در سریال‌های «خیابان ۹۰» و «نگهبان شب» فعالیت نمود. در سال ۲۰۱۳، به عنوان دستیار کارگردان در سریال «راز عشق» فعالیت کرد. در سال ۲۰۱۴، نمایش «شیاطین مکبث» را کارگردانی کرد و همچنین نمایش‌های «عطسه» و «نیش» را نیز به صحنه برد. از سریال‌هایی که کارگردانی آن‌ها را بر عهده داشت و در برخی از آن‌ها بازی نیز کرد، می‌توان به مجموعه «حکایات» اشاره کرد که از سال ۲۰۱۴ تا ۲۰۱۶ ادامه داشت. همچنین او سریال‌های «سرمهٔ سیاه، قلب سپید»، «دستور تخلیه»، «خط قرمز»، «مداد» و «زندگی شبیه من نیست» را نیز کارگردانی کرده است.
او در وزارت کشور کویت نیز مشغول به کار است، جایی که در بخش بررسی اجساد در پرونده‌های قتل که وزارت کشور در آن‌ها تحقیق می‌کند، فعالیت دارد. ترکمانی قبل از ازدواج این کار را آغاز کرد.

## زندگی شخصی
عبدالله الترکمانی مسلمان و شیعهٔ دوازده امامی است. همسرش، مجری و رسانه‌ای کویتی، حبیبه عبدالله است. آن‌ها در سال ۲۰۱۶ با یکدیگر ازدواج کرده‌اند. حاصل این ازدواج چهار فرزند به نام‌های عبدالحمید، سلیمان، شاهین و فارس هستند. در سال ۲۰۲۲، دچار یک سانحه جدی رانندگی شد که منجر به آتش‌سوزی تقریباً کامل خودروی او گردید. از این حادثه، سالم بدر آمد.